# Cautaeschra flavescens
Cautaeschra flavescens là một loài bướm đêm trong họ Noctuidae.